# Huarenshijie
Huarenshijie (IPA: [xu̯ɑ ɻən ʂɨ tɕi̯ɛ]) is een Standaardmandarijnse televisieprogramma van CCTV-4.
Het is een informatief programma over overzeese Chinezen wereldwijd, hierbij wordt de geschiedenis en de tegenwerking van hardwerkende overzeese Chinezen van een bepaald land of bepaalde stad verteld. Het programma ontstond in juli 2007 uit een samenvoeging van de twee televisieprogramma's: Huarenzuji (华人足迹) en Huarengushi (华人故事). Het programma duurt twintig minuten en wordt gepresenteerd door Li Yu (李宇) en He Yanjun (何艳珺).
Het motto van Huarenshijie luidt: "Propageer over Chinezen, dient de Chinezen, verbindt de Chinezen en bewierook de Chinezen" ("宣传华人、服务华人、凝聚华人、鼓舞华人").